# Petrus de Dacia
Petrus de Dacia (13. század) Domonkos-rendi szerzetes, misztikus, életrajzíró.

## Élete
Czvittinger Dávid és követői erdélyinek mondják, míg Trausch Seivert után dán származásúnak tartja; a prágai egyetem jogi anyakönyvében az 1281. évnél „Petrus de Dacia aliter dictus Duw van bejegyezve".

## Munkái
Liber de calculo seu computu, item Calendarium 1300 körül. (Trithemius Vossius, de Scientiis mathem. cap. LXVII. p. 397.)
Weszprémi Nic. de Dacia-nak 1464 körüli kézirati matematikai munkáját említi.